# Dirphia concolor
Dirphia concolor är en fjärilsart som beskrevs av Walker 1855. Dirphia concolor ingår i släktet Dirphia och familjen påfågelsspinnare. Inga underarter finns listade i Catalogue of Life.